# Ethalia bellardii
Ethalia bellardii is een slakkensoort uit de familie van de Trochidae. De wetenschappelijke naam van de soort is voor het eerst geldig gepubliceerd in 1869 door Issel als Trochus bellardii